# Шейхова къща (Охрид)
Шейхова къща (на македонска литературна норма: Шехова куќа) е историческа къща в град Охрид, Северна Македония. Като част от комплекса на Зейнел Абедин паша теке къщата е паметник на културата.
Къщата на Кадри Шейх е разположена на централно място на Чаршията на улица „Гоце Делчев“ № 8 и доминира площада със Стария чинар. Изградена е от шейх Зекерия в 1897 - 1900 година, който разширява и Хаяти Баба теке. В края на XX век е наново изградена с частично спазване на оригинала и декоративните елементи на южната и източната фасада. Основно място на централната южна фасада заема чардакът, който завършва със заоблен тимпанон. Има пиластри с декоративни палмети. В къщата са запазени оригиналните резбовани тавани, врати, лампи, сребърни стари кухненски предмети, библиотека със стари книги на староперсийски, османски турски, печати, середже.
На 8 юли 1996 година къщата на Кадри Шейх е обявена за паметник на културата.